# Abô Sassa
Abô Sassa (em fon, Agbo Sassa ou Abosasa; 1698 - após 1708), talvez idêntico ao obscuro Ambogela (Mbogela), foi um príncipe do Reino de Daomé do início do século XVIII. Aparece em 1708, quando tinha 10 anos de idade, por ocasião da morte súbita e prematura de seu pai, o arroçu (rei) Acabá (r. 1680/85–1708). Segundo a tradição oral, foi colocado no trono sob regência de sua tia Arrambê, que era irmã gêmea de Acabá. A regência durou três meses (ou anos, a depender da fonte), acabando em guerra civil contra Agajá, o irmão da regente e do arroçu; este não apenas venceu a guerra como baniu o sobrinho antes que assumisse a maioridade. Abô Sassa foi viver no país dos maís, e seus descendentes somente retornaram a Abomei, antiga capital de Daomé, no século XX.